# Intan Paramaditha
Intan Paramaditha (* 15. November 1979 in Bandung) ist eine indonesische Schriftstellerin und Dozentin.

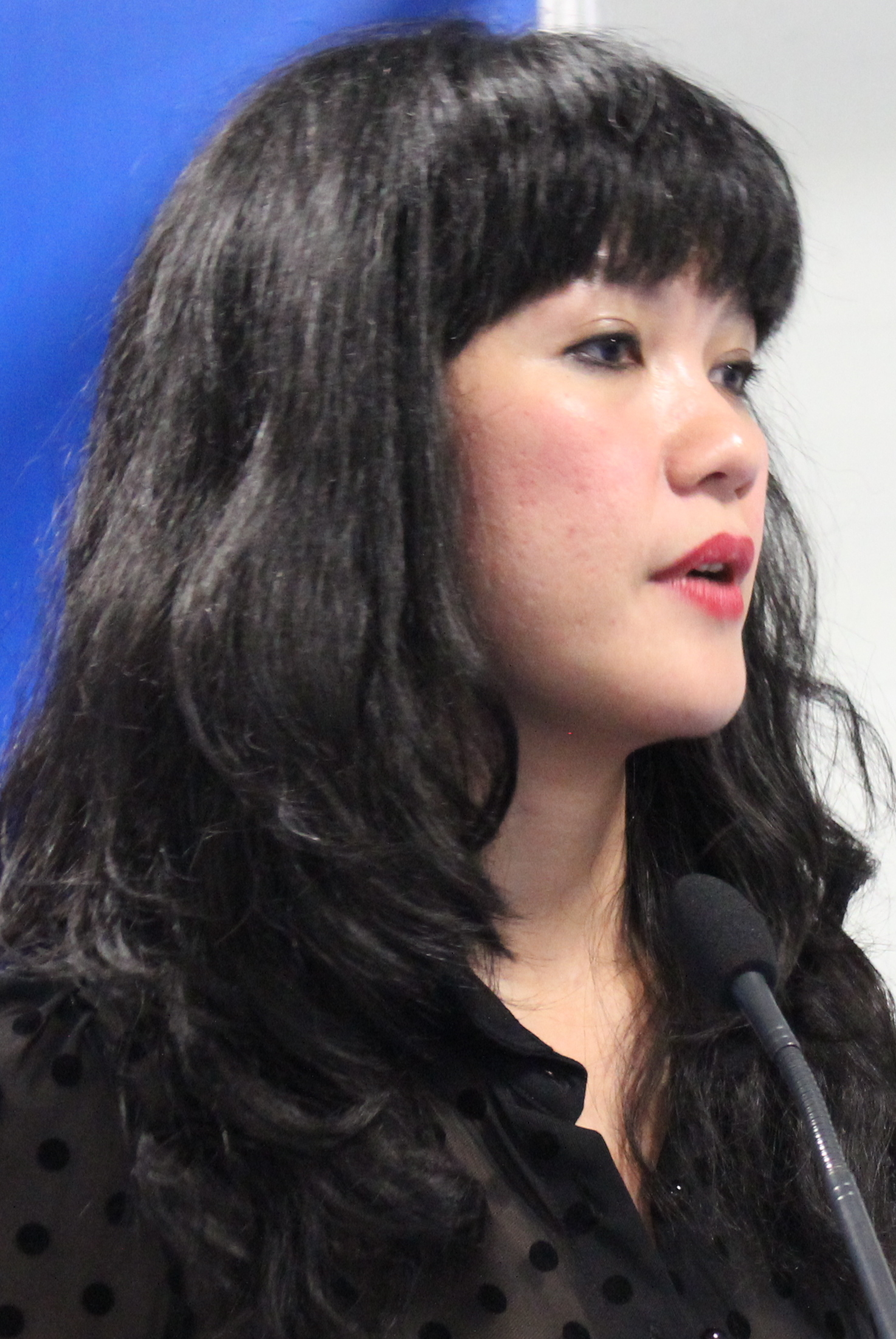
Intan Paramaditha 2019

Intan Paramaditha erlangte Bachelor of Arts (B.A.) an der University of Indonesia und einen Master of Arts (M.A.) an der University of California San Diego, mit Unterstützung eines Fulbright-Programms, in englischer Literatur. An der New York University erwarb sie ihren Ph.D.
Intan Paramaditha hat eine Tochter und lebt mit ihrem Partner in Sydney. Sie lehrt Medienwissenschaft und Filmwissenschaft an der Macquarie University. Davor lehrte sie an der University of Indonesia und am Sarah Lawrence College. Ihre Forschungen beinhalten Feminismus, Transnationalismus, Kosmopolitismus, Postkolonialismus und globaler Film und Medien.
Sie schreibt Romane und Erzählungen in Indonesisch und bekam mehrere Auszeichnungen dafür.

## Auszeichnungen
- 2005 Khatulistiwa Literary Award (shortlisted)
- 2013 Kompas Best Short Story Award
- 2017 Tempo Best Literary Work for Prose Fiction
- 2018/19 PEN/Heim Translation Fund Grant[3]

## Werke
- Spinner of Darkness & Other Tales, 2015
- Apple and Knife, Erzählungen, 2018, ISBN 978-1-78470-979-2
- The Wandering, (Übersetzer Stephen J. Epstein), 2020, ISBN 978-1-78730-118-4

Essays
- Radicalising ‘Learning From Other Resisters’ in Decolonial Feminism, August 2022